# Isola Ferdinandea
L'isola Ferdinandea (ìsula Firdinandea in siciliano; storicamente nota come Graham Island in inglese e île Julia in francese) è una vasta piattaforma rocciosa situata a circa 6 metri dalla superficie marina, nel canale di Sicilia, tra Sciacca e l'isola di Pantelleria. Essa costituisce i resti di un apparato vulcanico che emerse nel 1831, a seguito dell'eruzione sottomarina di un vulcano, si innalzò dall'acqua formando l'isola, la quale crebbe fino ad una superficie di circa 4 km² e 65 m di altezza.
Essendo composta prevalentemente da tefrite, materiale roccioso eruttivo facilmente erodibile dall'azione delle onde, l'isola Ferdinandea non ebbe vita lunga. A conclusione dell'episodio eruttivo si verificò un rapido smantellamento erosivo dell'isola che scomparve definitivamente sotto le onde nel gennaio del 1832, ponendo fine temporaneamente alle dispute internazionali sorte circa la sua sovranità.

## Geologia
Nel periodo in cui si è elevata sopra il livello del mare, l'isola si presentava con una forma tronco conica per via della sua attività vulcanica; proprio a causa di quest'ultima la sua superficie era esclusivamente rocciosa e formata interamente da materiale residuo delle varie eruzioni, come la tefra già citata prima.
Altre manifestazioni osservate dell'attività vulcanica sopra la superficie marina furono due laghetti sulfurei costantemente in ebollizione, situati all'esterno del vulcano; essi si possono considerare, insieme allo pseudotorrente formatosi quando tracimava l'acqua che vi era nel cratere, come gli unici aspetti idrografici dell'isola.
Recenti ricerche oceanografiche hanno evidenziato che l'attuale banco costituisce, con i vicini banchi "Terribile" e "Nerita", uno dei coni accessori del vulcano sottomarino Empedocle, un edificio vulcanico paragonabile all'Etna per larghezza della base e elevato mediamente di circa 500 metri dal fondo del mare. La sommità del suddetto banco raggiunge una superficie di 30 metri quadrati, nel quale la profondità varia dagli 8 ai 12 metri; nei seguenti 200 metri circa il terreno è molto irregolare e oltre questa distanza esso precipita formando fosse che arrivano fino a 60-100 metri.

### Posizione
Ferdinandea è situata nel canale di Sicilia, una zona dove vulcani simili sono molto diffusi, alle coordinate 37° 10′ N 12° 43′ E, a 16 miglia nautiche (30 km) dalla costa di Sciacca e 29 miglia nautiche (55 km) dall'isola di Pantelleria. La sua profondità minima è di 6,9 metri sotto il livello del mare.

## Storia
I primi resoconti sull'attività sottomarina nell'area risalgono alla prima guerra punica. Successivamente isole temporanee apparvero e scomparvero alcune volte nel corso del XVII secolo, rimanendo comunque in superficie solo per tempi brevissimi.

### L'emersione
Verso la fine di giugno 1831, nel tratto di mare a metà strada tra Sciacca e Pantelleria si verificarono alcune scosse sismiche di fortissima intensità, che vennero avvertite fino a Palermo e che causarono gravi danni alla costa sudoccidentale della Sicilia. Successivamente gli abitanti delle zone vicine e gli equipaggi di alcune navi di passaggio affermarono di aver visto colonne di fumo e pietra pomice uscire dalle acque, assieme a violenti zampilli di lava eruttati dal vulcano. Fu poi segnalata nei giorni seguenti dai pescatori del luogo, una zona in cui il mare ribolliva continuamente e dove vi erano morìe di pesci, causate molto probabilmente dall'esalazione dei gas vulcanici.

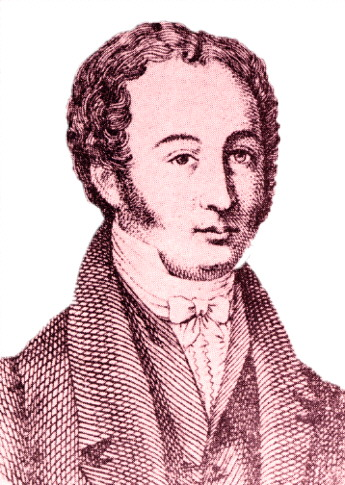
Il prof. Carlo Gemmellaro, che compì studi sull'isola per conto del governo del Regno delle Due Sicilie.

Il 7 luglio, F. Trifiletti, capitano della nave Gustavo, riferì di aver avvistato un isolotto alto circa 8 metri che sputava cenere e lapilli. La completa emersione dell'isola avvenne però il 12 luglio 1831, quando dopo una scossa tellurica, il vulcano sottomarino aprì la sua bocca eruttando detriti e lava che formarono una piccola isola di circa quattro chilometri di circonferenza e sessanta metri d'altezza.

Michele Arena scriveva delle eruzioni e dell'aspetto dell'isola: 
Non appena venne diffusa la notizia dell'apparizione di questo piccolo lembo di terra, il primo studioso a giungere sul posto fu Friedrich Hoffman, docente di geologia presso l'Università di Berlino, che si trovava casualmente in Sicilia. Il professore, dopo un'accurata ricognizione, ne riferì i risultati in una lettera indirizzata al duca di Serradifalco. Altri importanti studiosi furono gli inglesi Warington Wilkinson Smyth e Edward Davy.
Il governo borbonico, intanto, aveva inviato sul posto il fisico Domenico Scinà, il quale compilò una relazione intitolata Breve ragguaglio al novello vulcano apparso nel mare di Sciacca.
Il professor Carlo Gemmellaro, docente di Storia Naturale presso l'Università degli Studi di Catania, provvide invece a stilare una relazione circostanziata che suscitò l'interesse di molti illustri uomini di cultura scientifica, soprattutto stranieri.

### Le dispute territoriali e i nomi dell'isola
L'isoletta suscitò subito l'interesse di alcune potenze straniere europee, che nel mar Mediterraneo cercavano punti strategici per gli approdi delle loro flotte, sia mercantili che militari.
La Gran Bretagna, che col suo ammiraglio sir Percival Otham si trovava nelle acque dell'isola, dopo un'accurata ricognizione prese possesso di questa in nome di sua maestà britannica. Il 24 agosto giunse sul posto il capitano Jenhouse, che vi piantò la bandiera britannica, chiamando l'isola "Graham". Il nome "Banco di Graham" è utilizzato nella cartografia recente per indicare il banco sottomarino costituente l'area su cui si trova il vulcano che diede origine all'isola Ferdinandea.
Questi avvenimenti fecero montare una protesta degli abitanti del Regno delle Due Sicilie, che assieme a quelle del capitano Corrao, arrivarono anche alla casa borbonica. Si propose di nominare l'isola "Corrao", chiedendo inoltre al re provvedimenti contro il sopruso inglese. Il 26 settembre dello stesso anno la Francia, per contrastare l'azione inglese, inviava il brigantino La Fleche, comandato dal capitano di corvetta Jean La Pierre, il quale recava con sé una missione diretta dal geologo Constant Prévost insieme al pittore Edmond Joinville, al quale si devono i disegni di quel fenomeno eccezionale.

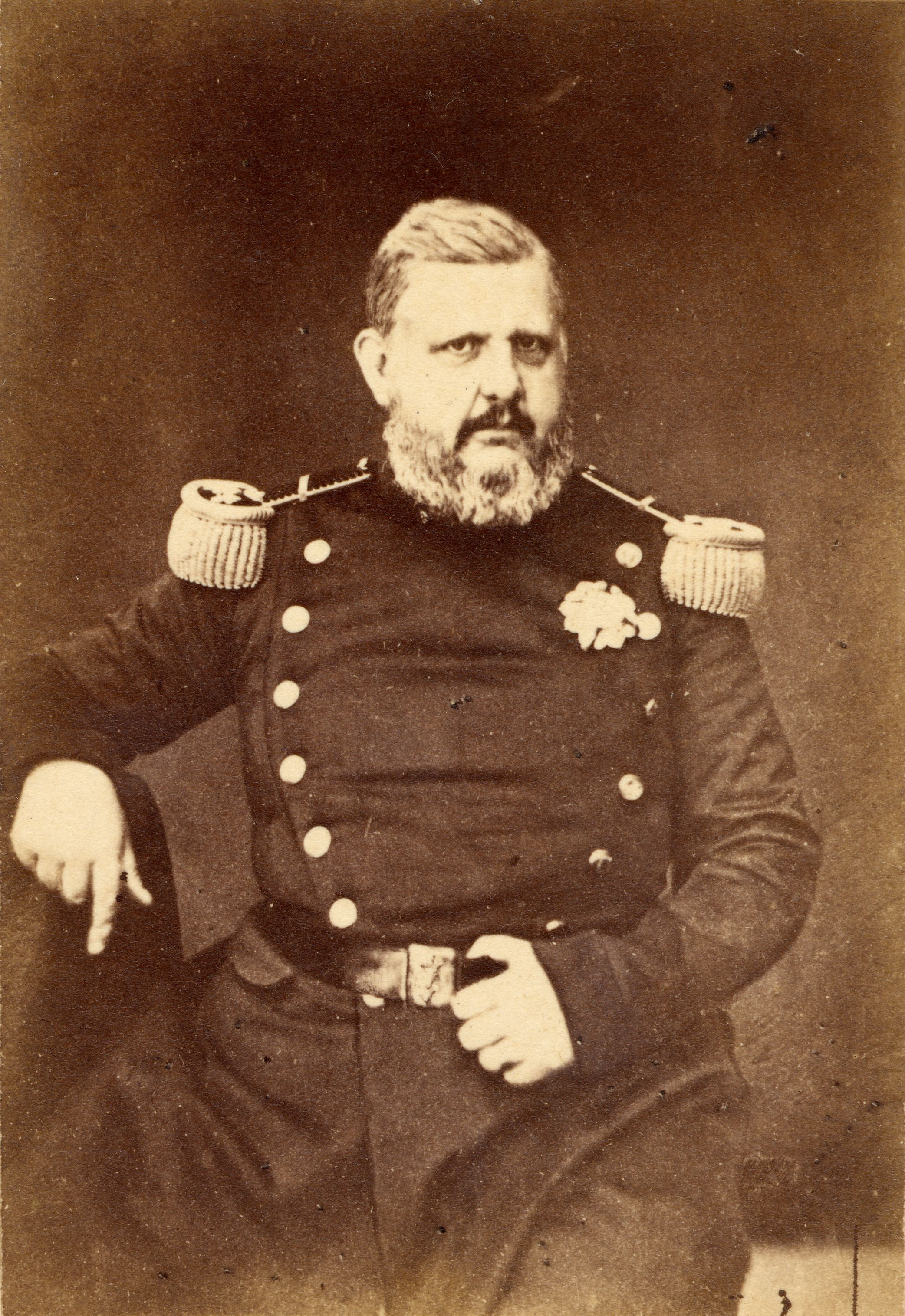
Il re Ferdinando II che rivendicò l'isola come territorio del Regno delle Due Sicilie.

I francesi fecero approfonditi rilievi e ricognizioni accurate fino al 29 settembre, e il materiale raccolto venne inviato al viceammiraglio della flotta francese De Rigny e relazionato alla Société géologique de France, durante la seduta del 7 novembre 1831. Il contenuto di queste relazioni stabiliva che l'isola, sotto l'azione delle onde, aveva subito diverse frane, che a loro volta avevano provocato grandi erosioni sui fianchi; quindi i crolli avevano trascinato con sé una grande quantità di detriti. Pertanto l'isola, non avendo una base consistente, si poteva inabissare bruscamente.
Come gli inglesi, anche i francesi approdarono sull'isola senza chiedere alcun permesso a re Ferdinando II, nonostante l'isola fosse sorta entro acque prossime alle coste siciliane. Anzi i francesi la ribattezzarono "Iulia" in riferimento alla sua comparsa avvenuta nel mese di luglio, poi posero una targa a futura memoria con la seguente iscrizione: "Isola Iulia – i sigg. Constant Prévost, professore di geologia all'Università di Parigi – Edmond Joinville, pittore 27, 28, 29 settembre 1831" e in segno di possesso venne innalzata sul punto più alto la bandiera francese.
Il re Ferdinando II, constatando l'interesse internazionale che l'isoletta aveva suscitato, inviò sul posto la corvetta bombardiera Etna al comando del capitano Corrao il quale, sceso sull'isola, piantò la bandiera borbonica battezzando l'isola "Ferdinandea" in onore del sovrano. Sembrava che l'evento non suscitasse altro clamore, invece giunse sul posto il capitano Jenhouse con una potente fregata inglese e il Corrao, grazie alla mediazione del capitano Douglas, ottenne di rimettere la questione ai rispettivi governi. L'isola avrebbe goduto, all'epoca, dello stato di insula in mari nata, cioè, in quanto emersa dal mare, la prima nazione o persona a mettervi piede avrebbe potuto rivendicarla legittimamente (in questo caso gli Inglesi).
Con atto sovrano del 17 agosto 1831, Ferdinando II di Borbone rivendicò l'isola come parte del regno delle Due Sicilie, dandole ufficialmente il nome di isola Ferdinandea. Verso la fine d'ottobre dello stesso anno il governo borbonico inviò ai governi di Gran Bretagna e Francia una memoria con la quale dette loro notizia dell'evento, ricordando che a norma del diritto internazionale  la nuova terra apparteneva alla Sicilia. Tuttavia, a quanto sembra i due governi non risposero e fra le due nazioni, entrambe interessate a favorire le loro posizioni strategiche nel Mediterraneo, iniziarono le rivalità.

### L'inabissamento

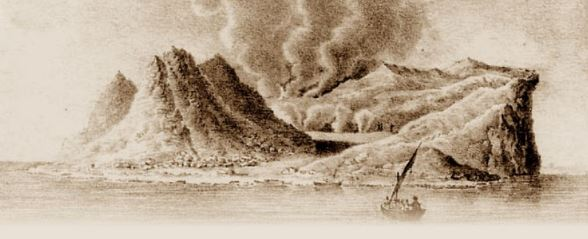
Stampa popolare dell'isola Ferdinandea

Non passò molto tempo che il pronostico francese cominciò ad avverarsi. Le persone che viaggiavano sul vaporetto Francesco I riferirono che l'isola aveva un perimetro di mezzo miglio e l'altezza si era abbassata.
Il 7 novembre di quell'anno, l'inglese Walker, capitano dell'Alban, misurò l'isola, che risultava ridotta a un quarto di miglio con un'altezza di venti metri. Il 16 novembre si scorgevano soltanto piccole porzioni e l'8 dicembre il capitano Allotta, del brigantino Achille, ne constatò la scomparsa, mentre alcune colonne d'acqua si alzavano e si abbassavano. Dell'isola rimaneva un vasto banco di roccia lavica.
Nel 1846 e nel 1863 l'isoletta è riapparsa ancora in superficie, per poi scomparire nuovamente dopo pochi giorni. Di essa rimangono solo i molti nomi avuti in seguito alla disputa internazionale: Giulia, Nerita, Corrao, Hotham, Graham, Sciacca, Ferdinandea.

### Eventi successivi
Con il terremoto del 1968 nella valle del Belice le acque circostanti il banco di Graham furono viste intorbidirsi e ribollire, cosa che venne interpretata come un probabile segnale che l'isola Ferdinandea stesse per riemergere. Così non fu, ma venne segnalato un movimento nelle acque internazionali di alcune navi britanniche della flotta del Mediterraneo. Un gruppo di sub siciliani colse l'occasione per posare sulla superficie del banco sottomarino una targa in pietra, sulla quale si legge: 

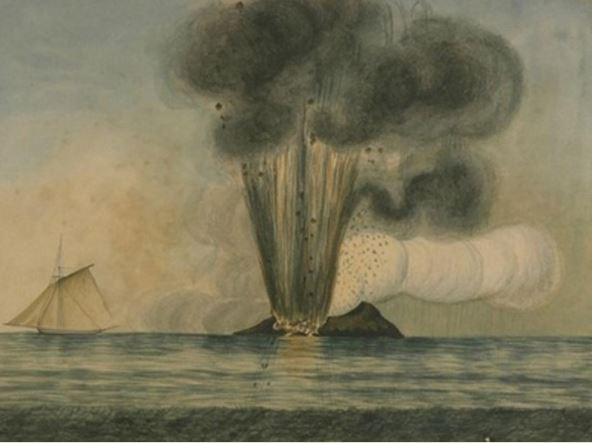
Isola Ferdinandea in una stampa popolare dell'epoca

Andata successivamente distrutta, probabilmente colpita da un'ancora, la targa è stata prontamente sostituita. Successivamente il vulcano è rimasto dormiente per decenni, con la cima circa 8 metri sotto il livello dell'acqua. Nel 1986 fu erroneamente scambiato per un sottomarino libico e colpito da un missile della U.S. Air Force nella sua rotta per bombardare Tripoli.

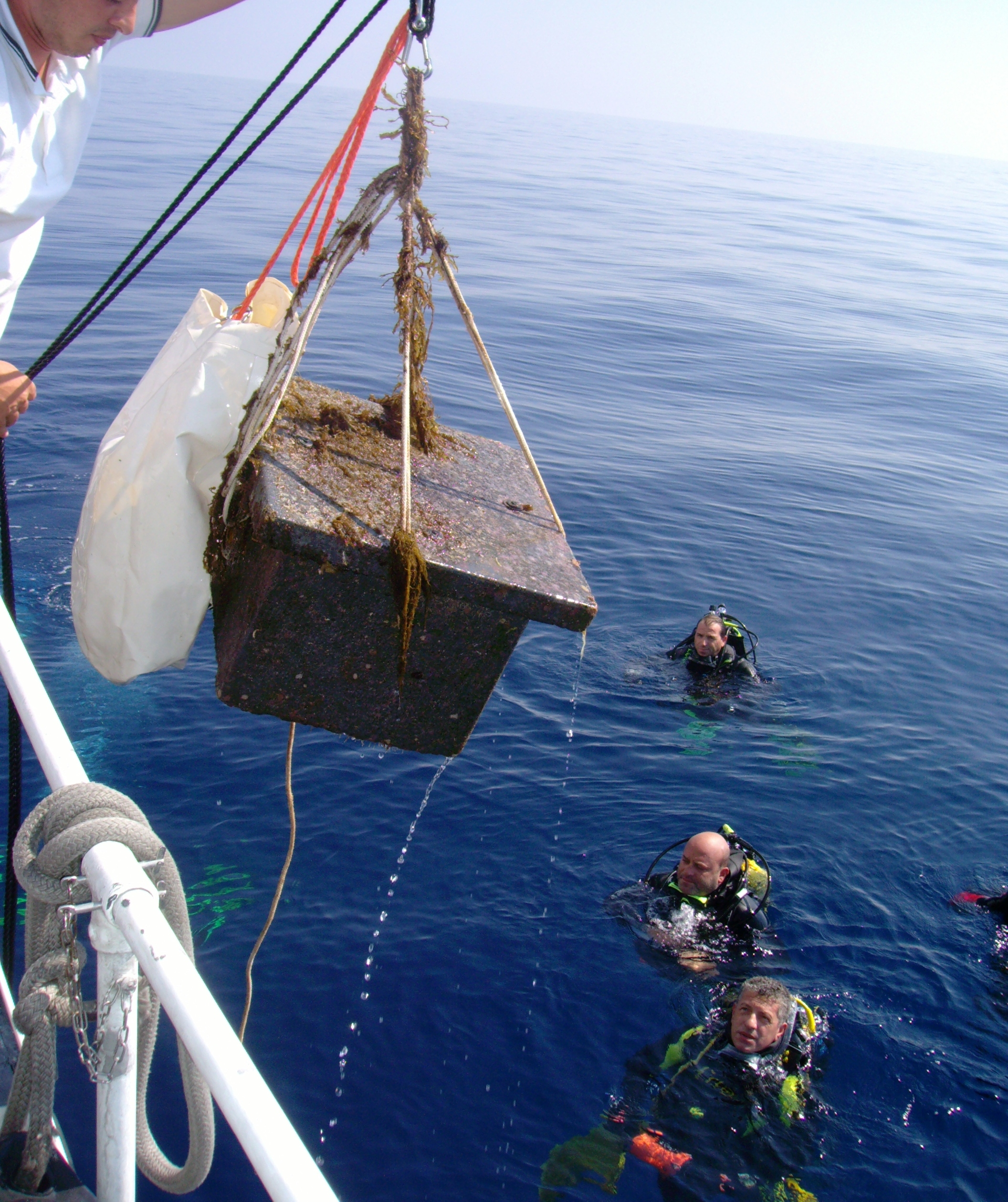
Il recupero del sensore di pressione.

Nel 2002 una rinnovata attività sismica nella zona ha indotto i vulcanologi a congetturare sopra un imminente nuovo episodio eruttivo con conseguente nuova emersione dell'isola. Col fine di evitare in anticipo una nuova disputa di sovranità, dei sommozzatori italiani hanno piantato un tricolore sulla cima del vulcano di cui si aspettava la riemersione. Anche allora le eruzioni non si sono verificate e la cima di Ferdinandea è rimasta circa 8 metri sotto il livello del mare.
Nel mese di settembre del 2006, una spedizione subacquea della LNI di Sciacca e del Dipartimento della Protezione civile Siciliana, coordinata dal professor Giovanni Lanzafame dell'Istituto Nazionale di Geofisica e Vulcanologia di Catania, da bordo di un'unità della Guardia Costiera, ha posizionato un sensore di pressione sulla vetta sottomarina della Ferdinandea, per il monitoraggio dell'attività sismica dell'importante edificio vulcanico. Il "sarcofago" contenente lo strumento di misurazione registratore è stato recuperato da un'altra équipe il 22 settembre 2007.
L'istituto nazionale di geofisica e vulcanologia (INGV) ha compiuto dal 17 al 21 luglio 2012 la prima campagna di monitoraggio sottomarino nell'area, effettuando un rilevamento geofisico ad alta risoluzione sopra il Banco Graham (−6,9 m sotto il livello marino) e i banchi Terribile (−20 m) a est e Nerita (−16,5 m) a NE con la nave da ricerca Astrea dell'ISPRA. Questa prospezione ha permesso di riconoscere la presenza di 9 crateri vulcanici monogenici, distinti fra loro, a cui dovrebbero corrispondere altrettante eruzioni avvenute nell'area.
Le campagne di ricerca dirette da Emanuele Lodolo dell’Istituto nazionale di oceanografia e di geofisica sperimentale di Trieste (OGS), condotte con la nave Explora hanno individuato nella zona sei strutture sottomarine che sono state chiamate con nomi tratti dalla mitologia greca, prendendoli da Nereidi e Oceanine: Actea, Climene, Nesea, Doride, Ianeira e Ianassa.

## Citazioni letterarie
- Nel romanzo Bouvard e Pécuchet di Gustave Flaubert l'Isola Giulia viene citata dai due protagonisti nel corso delle bizzarre elucubrazioni sull'origine della Terra.
- Dell'isola parla Jules Verne nel suo romanzo Le mirabolanti avventure di mastro Antifer e nel romanzo Mathias Sandorf (cap. VI).
- L'isola è protagonista del libro Un filo di fumo di Andrea Camilleri: su di essa infatti si incaglierà il piroscafo russo Tomorov in arrivo a Vigata.
- La nascita dell'isola è raccontata nel libro La zia marchesa di Simonetta Agnello Hornby.
- Il dramma in tre atti che Luigi Pirandello scrisse nel 1926, La nuova colonia, è ambientato su un'isola vulcanica che scomparirà. Il protagonista si chiama Corrao come il capitano che aveva piantato la bandiera borbonica sull'isola.
- L'emersione dell'isola è al centro della storia raccontata nel graphic novel La lingua del diavolo, del fumettista italiano Andrea Ferraris.
- La storia dell'isola è citata da Gesualdo Bufalino nel decimo capitolo del libro "Argo il Cieco ovvero I sogni della memoria", Sellerio Editore, 1984.
- Le vicende legate all'isola e all'assegnazione del nome sono descritte da Fabio Genovesi nel romanzo Il calamaro gigante, Milano, Feltrinelli, 2021[16]

### Fonti storiche
- Carlo Gemmellaro, Relazione dei fenomeni del nuovo vulcano sorto dal mare fra la costa di Sicilia e l'isola di Pantelleria nel mese di luglio 1831, Edizioni dell'Università di Catania, 1831
- (FR)  Constant Prévost, Lettre relatant l'exploration de l'île de Julia. Bulletin de la Société Géologique de France, II, p. 32-36. 1831.
- (FR)  Société Géologique de France, Rapport sur les travaux de la société en 1831, p. 236-247. 1831.

### Studi
- Salvatore Mazzarella, Dell'isola Ferdinandea e di altre cose, Sellerio Palermo, 1984. ISBN 88-389-0338-7
- Bruno Fuligni, L'île à éclipses. Histoire des apparitions et disparitions d'une terre française en Méditerranée. Les Editions de Paris - Max Chaleil, 2003.
- Filippo D'Arpa, L'isola che se ne andò, Mursia Milano 2001, ISBN 88-425-2899-4.
- Santino Mirabella: L'Isola Passeggera, Edizioni Vertigo, Roma, 2015. ISBN 978-88-69010-14-9